# Władysław Kierdej
Władysław Kierdej herbu Bełty (zm. 24 listopada 1647) – marszałek sejmu zwyczajnego w Warszawie w 1639 roku, marszałek grodzieński w latach 1644–1647, pisarz ziemski grodzieński w latach 1639–1644, podstoli grodzieński w latach 1632–1639, podstarości grodzieński w latach 1626–1636, sekretarz królewski, regent kancelarii większej litewskiej, korzenniczy i spiżarniczy Wielkiego Księstwa Litewskiego.
Stryj Jana Kazimierza Kierdeja.
Poseł na sejm zwyczajny 1626 roku i sejm 1627 roku. Poseł sejmiku trockiego na sejm  1641 roku. Poseł na sejmy ekstraordynaryjne 1634, 1637, 1642, 1647 roku. Poseł na sejm 1638 roku, sejm 1639 roku, sejm 1640 roku, sejm 1643 roku, sejm 1645 roku, sejm 1646 roku.